# Motýl na rameni
Motýl na rameni (v originále Un papillon sur l'épaule) je francouzský hraný film z roku 1978, který režíroval Jacques Deray. Snímek měl světovou premiéru dne 3. května 1978.

## Děj
Francouzský obchodník Roland Fériaud přijíždí na týden do Barcelony. Jeho žena Sonia za ním má dorazit o tři dny později.
Když dorazí do svého hotelu, objeví ve vedlejším pokoji tělo bezvládného muže, poté sám upadne do bezvědomí. K rozumu přichází na téměř opuštěné psychiatrické klinice, kde se ho lékař naléhavě ptá na kufřík, na který si ale nepamatuje. Ještě podivnější je, že ho lékař ujišťuje, že v hotelu nebyla spáchána žádná vražda. Při procházce chodbami se setkává s narušeným pacientem, který mluví s imaginárním motýlem, o kterém se domnívá, že mu sedí na rameni.
Druhý den opouští kliniku a jde vyzvednout svou ženu na nádraží. Je šťastný, že ji znovu vidí, ale má zároveň obavy, proto změní hotel, aniž by jí vysvětlil důvod. Jde do původního hotelu, aby si vyzvedl zavazadla, ale věci se ještě více zkomplikují. Potká zde ženu, která hledá svého zmizelého manžela, jehož popis odpovídá tělu z předchozího dne. Pak mu recepční oznámí, že na něj v pokoji čeká cizí člověk. Když dorazí do pokoje, objeví novou mrtvolu. Zároveň zazvoní telefon. Ženský hlas mu přikazuje, aby vzal kufřík a okamžitě odešel.
Odjede na policejní stanici, kde ho považují za blázna. Spěchá zpět do hotelu, ale přijde příliš pozdě. Sonia byla unesena. Po telefonu dostane varování, že jeho žena bude vyměněna za kufřík, o kterém stále nic neví.
Neví, co má dělat, a spěchá na psychiatrickou kliniku. Najde ji úplně opuštěnou, kromě muže s motýlem. Vrátí se do hotelu a znovu se spojí s manželkou zavražděného. Řekne mu, že ví, kde je tajemný kufřík. Předá mu klíče od úschovny, ale vzápětí ji srazí dodávka.
Roland se díky klíči konečně dostane ke kufříku. Poté se stane svědkem masakru většiny lidí, se kterými se během případu setkal, a nakonec najde Soniu v opuštěné sanitce.
Druhý den se manželé Fériaudovi vydají na francouzský konzulát. K jejich překvapení je jim doporučeno na všechno zapomenout. Sonia jede vlakem domů. Roland musí v Barceloně zůstat ještě pár dní kvůli práci. Ale když vychází z nádraží, je zastřelen ostřelovačem.

## Obsazení
| Lino Ventura       | Roland Fériaud   |
| Claudine Auger     | nepřístupná žena |
| Paul Crauchet      | Raphaël          |
| Jean Bouise        | doktor Bravier   |
| Nicole Garcia      | Sonia Fériaud    |
| Roland Bertin      | vysoký úředník   |
| Xavier Depraz      | Miguel Carrabo   |
| Dominique Lavanant | mladá žena       |
| José Lifante       | komisař          |
| Jacques Maury      | Goma             |
| Laura Betti        | paní Carrabo     |

## Ocenění
- César: nominace na nejlepší střih (Henri Lanoë)